# Emil Juracka
Emil Juracka, avstrijski rokometaš, * 11. junij 1912, † 21. februar 1944.
Leta 1936 je na poletnih olimpijskih igrah v Berlinu v sestavi avstrijske rokometne reprezentance osvojil srebrno olimpijsko medaljo.